# Sebewaing (Michigan)
Sebewaing – wieś w Stanach Zjednoczonych, w stanie Michigan, w hrabstwie Huron.